# Krzywa hipsograficzna

Krzywa hipsograficzna Polski

Krzywa hipsograficzna to wykres liniowy w układzie współrzędnych prostokątnych ilustrujący strukturę wysokościową i głębokościową dowolnego obszaru. Należy uwzględnić tworząc ją najwyższy i najniższy punkt i zaznaczyć go na wykresie. Dla każdego dowolnie obranego przedziału należy znaleźć dane procentowego udziału danych wyniosłości dla obszaru.